# طاهر السلمان
السيّد طاهر بن هاشم بن محمد الموسوي الأحسائي يعرف عمومًا بـطاهر السلمان أو طاهر بن هاشم العلي (1926 - 6 ديسمبر 2018) (1345 - 28 ربيع الأول 1440) فقيه جعفري ومدرس ديني وشاعر سعودي. ولد في مدينة المبرز بالأحساء ونشأ بها على والده ودرس المقدمات فيها ثم هاجر إلى النجف لإكمال دراسته سنة 1945 م وحضر فيها دروس السطوح وأبحاث الخارج على عدد من العلماء منهم محسن الحكيم وأبو القاسم الخوئي. ثم برز في الفقه الجعفري وقام بالتدريس فيها حتى سنة 1983 ويعد من أشهر مدرسي عصره من الأحسائيين. وعاد إلى وطنه الأحساء مشغوًلا بالإرشاد وإمامة الجماعة حتى وفاته. له شروح وتعليقات فقهيه. وله شعر قاله في العديد من المناسبات لم يجمع بعد. 

## نسبه الكامل
هو طاهر بن هاشم بن محمد بن علي بن حسين بن سلمان بن محمد بن يوسف بن علي بن إسماعيل بن حسين بن حسن بن إبراهيم بن ناصر بن علي بن صالح بن عيسى بن عبد الله بن جعفر بن موسى بن جعفر بن مسلم بن جعفر بن محمد بن مسلم بن محمد بن موسى بن علي بن جعفر بن الحسن بن جعفر بن موسى بن جعفر، الموسوي الأحسائي المُبَرَّزي.

## سيرته
ولد طاهر آل سلمان في مدينة المبرز بالأحساء حدود سنة 1345 هـ/ 1926 م وبها نشأ على رعاية والده قم بدأ دراسته العلمية فيها فقرأ اللغة العربية وغيرها على والده هاشم العلي وصادق بن محمد الخليفة. 

ثم هاجر إلى النجف لإكمال دراسته سنة 1364 هـ/ 1945 م وله من العمر 19 عامًا وكان بصحبه أخيه الأكبر علي. وحضر في النجف دروس السطوح وأبحاث الخارج على عدد من العلماء وهم: يوسف الطباطبائي الحكيم، ومحسن الحكيم ، وأبو القاسم الخوئي. وبقي في النجف مشتغلًا بالعلم والكتابة والتدريس حتى سنة 1403 هـ/ 1983 م.

أصبح في النجف أستاذًا بارزًا ومدرّسًا تخرّج عليه عدد من طلبة العراق والأحساء والبحرين، وكان يلقي دروسه في مسجد الشيخ الأنصاري.  ثم انتقل إلى مدرسة عبد الكريم الجزائري، ثم درس في جامع الترك، فهو شخصية عرفت بمستواها العلمي عند طائفته وكان يتميز بـ«الزهد في الدنيا، التواضع، الحفاوة بالمؤمنين عند استقبالهم ... وعدم إثارة المواضيع الحساسة في الأوساط التي لا تعي مفاهيمها.»

عاد إلى وطنه الأحساء من النجف في 1403 هـ/ 1983 م، واستقر بها مشغوًلا بالإرشاد وإمامة الجماعة في المسجد الجنوبي بحي المسعودي. وله قرب منزله بمحلة الشعبة الجديدة، حسينية تعرف باسمه. 

توفي في 28 ربيع الأول 1440/ 6 ديسمبر 2018 بعد معاناة طويلة مع المرض في مسقط رأسه. 

## حياته الشخصية
له من الأبناء خمسة محمد رضا وعلي ومحمد باقر ومحمد حسين وهاشم.

## مؤلفاته
- شروح وتعليقات خطية على رسائل للشيخ الأنصاري
- تقريرات بحث السيد يوسف الحكيم على كفاية الأصول
- شروح وتعليقات على المكاسب للانصاري : مخطوط

## شعره
له شعر كثير قاله في مناسبات دينية مختلفة، ترك معظمه في النجف ، وكان لا يتظاهر بالشعر كما هو الغالب لدى العلماء المسلمين. 